# Nelsonites
Nelsonites is een geslacht van kevers uit de familie van de loopkevers (Carabidae). De wetenschappelijke naam van het geslacht is voor het eerst geldig gepubliceerd in 1982 door Casale & Laneyrie.

## Soorten
Het geslacht Nelsonites omvat de volgende soorten:
- Nelsonites jonesei Valentine, 1952
- Nelsonites walteri Valentine, 1952